# Hunting High and Low
Hunting High and Low — дебютный студийный альбом норвежской группы a-ha, вышедший 1 июня 1985 года в США и 28 октября в Великобритании. Диск имел коммерческий успех и был продан тиражом более 10 миллионов экземпляров в мире (в США было продано 1,8 миллиона копий), он достиг 15 места в Billboard 200, а также занимал лидирующие позиции в чартах других стран (Англия — 2-е место, Норвегия — 1-е). Hunting High and Low стал платиновым альбомом в США и трижды платиновым в Соединённом Королевстве, также получил статус золотого в Бразилии и Нидерландах. Альбом записан на студии «Rendezvous Studios» в Лондоне, его продюсерами выступили Тони Мэнсфилд, Джон Рэтклифф и Алан Тарни. Пять синглов были выпущены в поддержку этого альбома, однако они вышли не во всех странах и были выпущены в разных изданиях. Альбом получил премию «Spellemannsprisen» (норвежский аналог Grammy).

## История и обзор альбома
«Take on Me» стал первым синглом, выпущенным группой, ранняя версия которого была записана в конце 1984 года и выпущена вместе с видео. Песня поднялась на 3-ю строчку хит-парада в родной для коллектива Норвегии, но попасть в чарты Великобритании она не смогла. Тогда группа вернулась в студию, чтобы повторно записать её для готовящегося альбома Hunting High and Low, однако и второе издание вышедшее в Британии в начале 1985 года ждала неудача. Тогда, прежде чем выпустить сингл в США, группа сняла новое видео, режиссёром которого стал Стив Баррон (англ. Steve Barron). Баррон ранее создал клипы для таких групп и исполнителей, как Toto, Томас Долби (англ. Thomas Dolby), Culture Club и Майкл Джексон, однако видео для группы a-ha было непохоже на любую другую из его предыдущих работ. Видео снято путём объединения натуральных живых съемок и мультипликации, сделанной путём ротоскопирования. Создатели этого клипа, команда, состоящая из мужа и жены, Майкла Пэттерсона и Кэндэс Рекинджер, черпали своё вдохновение в мультфильме Пэтерсона «Commuter» и фильме «Другие Ипостаси („Altered States“)». Инновационное, для того времени, видео «Take on Me» было впервые показано по местному Бостонскому видео каналу «V-66», а вскоре было передано в постоянную ротацию на музыкальный канал MTV.
Сингл дебютировал в хит-параде журнала Billboard 13 июля 1985, и возглавил американский топ-20 с момента международного релиза, которое включало второе издание в Норвегии и третье в Великобритании. Он стал номером 1 в Billboard Hot 100, проведя в итоге 27 недель в чарте, став одним из десяти лучших синглов 1985 года в США . И на сей раз, и в Британии его не обошли вниманием, поставив на вторую строчку национального чарта, а в Норвегии уже на первую. В конечном счете сингл занял первые места в 36 странах, став одним из самых продаваемых синглов в мире с 9 миллионами копий.
Вторым международным релизом стал сингл «The Sun Always Shines on T.V.» (сингл «Love Is Reason» не попал даже норвежский топ-40, ранее в том же году). «The Sun Always Shines on T.V.» фактически стал первым успешным синглом для группы в Великобритании, достигнув первого места и оставаясь там в течение двух недель в январе 1986 года. В других странах он попал в национальные топ-10, кроме как в США, где он достигал только 20 строчки хит-парада. Сингл разошёлся 5 миллионным тиражом во всем мире. Для сингла был сделан танцевальный ремикс, который попал в топ-5 американского танцевального чарта, а би-сайдом (сторона «Б» сингла) выступила не попавшая на альбом композиция под названием «Driftwood».
«Train of Thought» стал третьим удачным синглом в Европе, хотя и вышел ограниченным тиражом. В США сингл в 7" версии и вовсе не выходил, но несмотря на это он смог стать хитом на радиостанциях, а её ремикс попал в танцевальные чарты. Основой для текста песни, которую написал Пол Ваактаар, послужили творения норвежских поэтессы Гунвор Хофмо и писателя Кнута Гамсуна, а также рассказы русского писателя Фёдора Михайловича Достоевского, его любимых авторов в то время. Для группы издание этого сингла стало третьим подряд попаданием в топ-10 синглов Великобритании и Ирландии, на 8-ю и 5-ю строчки соответственно. Также песня отметилась в чартах Германии и Швеции. Мировые продажи составили порядка 500 000 копий.
Последним вышел сингл «Hunting High and Low». Он увидел свет в июне 1986 года. Самое высокое место сингл занял во Франции, где достиг четвёртой строчки хит-парада, в Великобритании он стал пятым. Также он вышел и в США, но не попал даже в Billboard Hot 100. Её ремикс (Extended version) был выпущен на 12" диске, но медленная и плавная композиция не нашла отклика у публики и в танцевальные чарты Соединённых Штатов не попала.
Видеоклип «Take on Me» был номинирован в 1986 году на восемь наград музыкального телеканала MTV (MTV Video Music Awards), и на третьей ежегодной церемонии, состоявшейся 5 сентября 1986, видео победило в шести номинациях, включая «Лучший новый исполнитель» (Best New Artist) и «Выбор слушателей» (Viewer’s Choice). Песня «The Sun Always Shines on T.V.» была номинирована на три премии и победила в двух. Таким образом, в общей сложности группа получила восемь наград. Даже тогда, когда общее количество номинаций почти удвоилось, только один исполнитель, до настоящего времени, смог выиграть столько Премий MTV за раз. Им стал Питер Габриэл, который представил два видео на свои песни «Sledgehammer» и «Big Time», и именно «Sledgehammer» первенствовал в девяти номинациях в 1987 году.
В 2002 году песня «Take on Me» попала на восьмую строчку хит-парада музыкального телеканала VH1 — «100 Greatest One Hit Wonders». В 2006 году песня занимала 24 строчку среди «Лучших песен восьмидесятых годов» (Greatest Songs of the 1980s) по версии VH1.
Концертная версия «The Sun Always Shines on T.V.» увидела свет в 2003 году.

## Концертный тур
В июне 1986 a-ha начали своё мировое турне, которое продолжилось вплоть до августа 1987 года. Группа побывала с концертами в 113 городах в 16 странах, которые сопровождались бесчисленным количеством интервью и телевизионными съемками.

## Список композиций
| №   | Название                         | Длительность |
| --- | -------------------------------- | ------------ |
| 1.  | «Take on Me»                     | 3:48         |
| 2.  | «Train of Thought»               | 4:14         |
| 3.  | «Hunting High and Low»           | 3:45         |
| 4.  | «The Blue Sky»                   | 2:36         |
| 5.  | «Living a Boy's Adventure Tale»  | 5:00         |
| 6.  | «The Sun Always Shines on T.V.»  | 5:08         |
| 7.  | «And You Tell Me»                | 1:51         |
| 8.  | «Love Is Reason»                 | 3:04         |
| 9.  | «I Dream Myself Alive»           | 3:06         |
| 10. | «Here I Stand and Face the Rain» | 4:30         |

Автор всех песен Пол Вокотор

## Позиции в чартах
| Чарт                    | ЛП |
| ----------------------- | -- |
| Австрийский альбом-чарт | 1  |
| Британский альбом-чарт  | 2  |
| Немецкий альбом-чарт    | 10 |
| Итальянский альбом-чарт | 17 |
| Канадский альбом-чарт   | 12 |
| Норвежский альбом-чарт  | 1  |
| Billboard 200           | 15 |
| Швейцарский альбом-чарт | 10 |
| Шведский альбом-чарт    | 1  |

| Чарт (1985)                        | Позиция |
| ---------------------------------- | ------- |
| Канада (RPM Year-End)              | 49      |
| Чарт (1986)                        | Позиция |
| США (Billboard Top Popular Albums) | 73      |

| Год  | Сингл                         | Чарт                   | ЛП |
| ---- | ----------------------------- | ---------------------- | -- |
| 1985 | Take on Me                    | Австрийский сингл-чарт | 1  |
| 1985 | Take on Me                    | Британский сингл-чарт  | 2  |
| 1985 | Take on Me                    | Немецкий сингл-чарт    | 1  |
| 1985 | Take on Me                    | Ирландский сингл-чарт  | 2  |
| 1985 | Take on Me                    | Итальянский сингл-чарт | 1  |
| 1985 | Take on Me                    | Норвежский сингл-чарт  | 1  |
| 1985 | Take on Me                    | Billboard Hot 100      | 1  |
| 1985 | Take on Me                    | Французский сингл-чарт | 3  |
| 1985 | Take on Me                    | Швейцарский сингл-чарт | 1  |
| 1985 | Take on Me                    | Шведский сингл-чарт    | 1  |
| 1985 | The Sun Always Shines on T.V. | Австрийский сингл-чарт | 8  |
| 1985 | The Sun Always Shines on T.V. | Британский сингл-чарт  | 1  |
| 1985 | The Sun Always Shines on T.V. | Германский сингл-чарт  | 5  |
| 1985 | The Sun Always Shines on T.V. | Ирландский сингл-чарт  | 1  |
| 1985 | The Sun Always Shines on T.V. | Итальянский сингл-чарт | 11 |
| 1985 | The Sun Always Shines on T.V. | Норвежский сингл-чарт  | 2  |
| 1985 | The Sun Always Shines on T.V. | Billboard Hot 100      | 20 |
| 1985 | The Sun Always Shines on T.V. | Французский сингл-чарт | 10 |
| 1985 | The Sun Always Shines on T.V. | Швейцарский сингл-чарт | 7  |
| 1985 | The Sun Always Shines on T.V. | Шведский сингл-чарт    | 2  |
| 1986 | Train of Thought              | Британский сингл-чарт  | 8  |
| 1986 | Train of Thought              | Германский сингл-чарт  | 14 |
| 1986 | Train of Thought              | Ирландский сингл-чарт  | 5  |
| 1986 | Hunting High and Low          | Австрийский сингл-чарт | 24 |
| 1986 | Hunting High and Low          | Британский сингл-чарт  | 5  |
| 1986 | Hunting High and Low          | Германский сингл-чарт  | 11 |
| 1986 | Hunting High and Low          | Ирландский сингл-чарт  | 4  |
| 1986 | Hunting High and Low          | Итальянский сингл-чарт | 10 |
| 1986 | Hunting High and Low          | Норвежский сингл-чарт  | 10 |
| 1986 | Hunting High and Low          | Французский сингл-чарт | 4  |